# Julia Ragnarsson

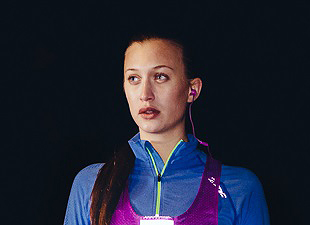
Julia Ragnarsson (2014)

Julia Maria Ragnarsson (* 30. Juli 1992 in Malmö) ist eine schwedische Schauspielerin.

## Leben und Karriere
Julia Ragnarsson ist in einer Theaterfamilie aufgewachsen. Ihre Eltern sind der Schauspieler Lars-Göran Ragnarsson und die Theaterdirektorin Karin Ragnarsson. Von 2008 bis 2011 besuchte sie das Heleneholms Gymnasium. Sie entschied sich danach gegen eine Bewerbung für die Theaterhochschule um im Filmbereich zu arbeiten.
Ihr Debüt vor der Kamera gab Ragnarsson 2003 im Alter von zehn Jahren in der schwedischen Komödie Der chaotische Elterntausch (orig. Tur och retur) unter der Regie von Ella Lemhagen. 2006 spielte sie in Mankells Wallander mit. 2008 war sie in dem Dramafilm Die ewigen Momente der Maria Larsson unter der Regie von Jan Troell zu sehen. Sie wirkte in verschiedenen Fernsehserien und Filmen mit. Auch in britischen Serien wie 2012 in The Fear. 2013 war sie in der zweiten Staffel der dänisch-schwedischen Krimiserie Die Brücke – Transit in den Tod in der Rolle der Laura Möllberg zu sehen. 2014 wurde Ragnarsson beim Stockholm International Film Festival mit dem Rising Star Award ausgezeichnet. Im März 2014 erschien der Film Stockholm Stories.
Von 2016 bis 2018 spielte Ragnarsson in der im ZDF ausgestrahlten SVT-Krimiserie Springflut die Hauptrolle der Polizeischülerin Olivia Rönning. 2019 spielte sie im Mystery-Horrorfilm Midsommar von Ari Aster die Nebenrolle der Inga. Seit 2019 ist sie in der Dramaserie Blinded als Wirtschaftsjournalistin Bea Farkas zu sehen.

## Filmografie (Auswahl)
- 2003: Der chaotische Elterntausch (Tur & Retur)
- 2006: Mankells Wallander: Der wunde Punkt (Wallander, Fernsehserie, 1 Folge)
- 2008: Die ewigen Momente der Maria Larsson (Maria Larssons eviga ögonblick)
- 2012: The Fear (Fernsehserie, 4 Folgen)
- 2013: Stockholm Stories
- 2013: Die Brücke – Transit in den Tod (Bron, Fernsehserie, 8 Folgen)
- 2014: Tillbaka till Bromma
- 2014: Steppeulven
- 2016: Min faster i Sarajevo (Kurzfilm)
- 2016: Take Down – Die Todesinsel (Take Down)
- 2016–2018: Springflut (Springfloden, Fernsehserie, 20 Folgen)
- 2017: Julkalender: Jakten på kristallen (Jakten på kristallen, Fernsehserie, 14 Folgen)
- 2019: Midsommar
- 2019–2025: Blinded (Fartblinda, Fernsehserie, 17 Folgen)
- 2021: Two Sisters (Två systrar, Fernsehserie, 8 Folgen)
- 2023: End of Summer (Slütet på sommaren, Fernsehserie, 6 Folgen)
- 2024: Den som dræber – Fanget af mørket (Fernsehserie, 4 Folgen)